# Caminata de calle
La caminata de calle se trata de una competencia atlética pedestre que consiste en caminar de forma natural al máximo de su velocidad sobre cierto recorrido de pista, calle o terreno sin utilizar la ayuda biomecánica del trote, carrera o marcha atlética, llevando los brazos abajo en la vertical en forma de péndulo sin flexionar los codos al momento de llevar los brazos atrás de la vertical del cuerpo, con desplazamiento de sucesión de pasos sin perder contacto con la superficie del suelo en la fase de arrastre.
No debe confundirse con la marcha atlética

## Normas de la caminata
Este reglamento establece que los jueces de caminata van a revisar a los atletas que por su forma de caminar corren el riesgo de cometer falta, y al momento de cometer falta se utilizara tarjetas amarillas o banderines para avisar la infracción justo en el momento instantáneo de la falta. 
El Comité Organizador tiene que garantizar la seguridad de los Atletas y Jueces de la competencia de Caminata y el recorrido deberá estar enteramente cerrado al tráfico o en caso contrario estar vigilado y supervisado por policías de tránsito locales.

## ¿Qué es la caminata competitiva o caminata de calle?

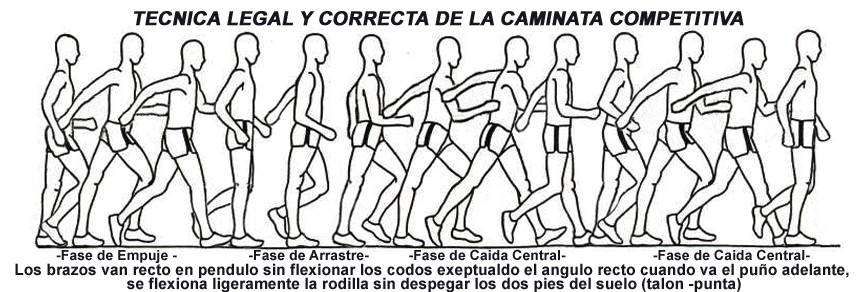
Técnica Correcta de la Caminata de Calle

- La caminata competitiva puede ser definida como el desplazamiento atlético del gesto de la Caminata Veloz Natural, especialmente nacida de un movimiento cotidiano de nuestra vida y reglamentada por normas precisas como cada disciplina deportiva de competencia.
- En la caminata se prohíbe correr, trotar y utilizar marcha atlética ya que esta última es de mucha ventaja sobre los demás competidores y es considerada una falta.
- Los brazos van en forma de péndulo sin flexionar el codo hacia atrás y solo se permite flexionar el codo al momento de llevar el puño hacia delante a la altura de la cintura.
- Al momento de la fase de arrastre la pierna está recta con la rodilla ligeramente flexionada en un ángulo no menor de 165.º de apertura, solo se permite flexionar la rodilla en toda su totalidad al momento de traer el pie de atrás hacia delante al momento del ataque en la fase de empuje después de la fase de caída central del centro de gravedad (equivalente a la fase de doble apoyo para los marchistas) en donde la punta del pie y el talón están en pleno contacto con el suelo.
- En la caminata la sucesión de pasos van en línea paralela, es decir, los pies van cayendo de manera sucesiva en dos líneas imaginarias ya que el movimiento de la cadera no es prolongado y va en una oscilación de unos 35.º aproximadamente de balanceo.
- La caminata tiene tres fases: 1- la fase de empuje, 2- la fase de caída central, 3- la fase de arrastre.

## Diferencias con la marcha atlética

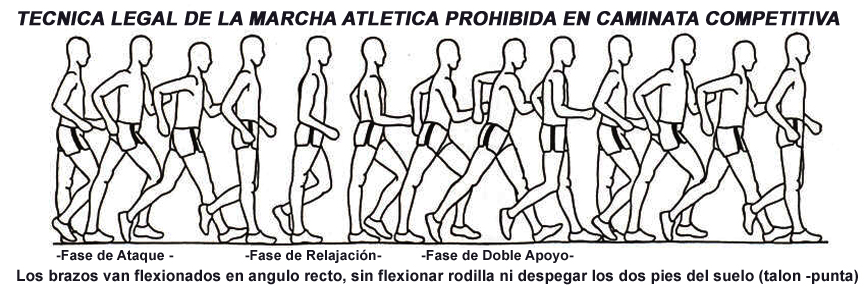
Técnica legal de marcha atlética pero no permitida en la caminata competitiva o caminata de calle.

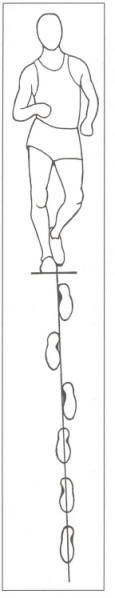
Técnica legal de marcha.

Aunque ambas tienen mucho en común y son fáciles de confundir, no son lo mismo y sus biomecánicas de desplazamientos son distintas.
- El artículo 230 del Reglamento de la IAAF define la marcha atlética así: “La marcha atlética es una progresión de pasos de manera tal que el deportista se mantenga en contacto con el suelo, a fin de que no se produzca pérdida de contacto visible (a simple vista). La pierna que avanza tiene que estar recta, es decir no doblada en la rodilla, desde el momento del primer contacto con el suelo hasta que se halle en posición vertical”.
- En la marcha está prohibida la flexión de rodilla en la fase de doble apoyo y la fase aérea.
- Los codos de los brazos van flexionados en todo momento hacia atrás y hacia delante.
- Al momento de la vertical la pierna está totalmente recta en 180° sin flexionar la rodilla desde el momento de la fase de doble apoyo hasta la fase de relajación en la vertical, solo se permite flexionar rodilla al momento de traer el pie de atrás hacia delante al momento de la fase de ataque después de la fase de doble apoyo en donde la punta del pie y el talón están en pleno contacto con el suelo.
- En la marcha atlética la sucesión de pasos va en línea casi recta, es decir, los pies van cayendo en una misma línea imaginaria ya que el movimiento de la cadera es muy prolongado y va en una oscilación de unos 70° aproximadamente de balanceo.
- La marcha tiene tres fases: 1- fase de ataque, 2- fase de doble apoyo, 3- fase de relajación.

## Reglas de competencia

### Ruta y equipamiento

#### Distancias
Las distancias en las caminatas varían dependiendo del lugar, zona o circuito donde se realicen, las distancias más comunes son: 5, 10, 12 (Distancia común Internacional), 15, 20, 25, 30, 35 y 40 kilómetros. Dependiendo la categoría de edad del caminante no podrá exceder el kilometraje en las siguientes edades:
- 4–5 años: hasta 1 km
- 7–8 años: hasta 1.5 km
- 9–10 años: hasta 3 km
- 11–12 años: hasta 5 km
- 13–14 años: hasta 10 km
- 15–16 años hasta 15 km
- 17–18 años hasta 30 km
- 19–29 años: ilimitado 50 km
- 30–34 años: ilimitado 50 km
- 35–39 años: ilimitado 50 km
- 40–44 años: ilimitado 50 km
- 45–49 años: ilimitado 50 km
- 50–54 años: ilimitado 50 km
- 55–59 años: ilimitado 50 km
- 60–64 años: ilimitado 50 km
- 65 en adelante: hasta 40 km

##### Terreno
El terreno puede ser único o mixto, entre asfalto, tierra, grama, montaña y campo traviesa. 

##### Orientación del competidor
Al momento de dar la partida habrá dispuesto un vehículo guía el cual señalara una ruta. Los caminantes se guiaran uno detrás del otro en fila a medida que se va desarrollando la competencia dependiendo la cantidad de caminantes inscritos. En caso de que en la ruta no disponga de una línea azul marcada en el suelo y/o señalización suficiente el comité organizador deberá de disponer de personal técnico de señalización y control de tráfico que guíe al caminante por la ruta correcta en los cruces y desviaciones de camino.

##### Señalizaciones
El Comité Organizador será responsable de la mala señalización de ruta por el cual el Atleta Caminante se guie y oriente y que por consecuencia este se extravié de ruta sin que por esto el caminante sea descalificado por ello. 

##### Desvío de ruta
Es responsabilidad del caminante el incumplimiento de ruta si este no acata las señalizaciones de ruta dispuesta por el comité organizador si este lo ha dispuesto de manera correcta para el momento de la competencia.

#### Equipamiento

##### Hidratación
1. El Comité Organizador deberá informar a los atletas sobre los puntos de hidratación durante el recorrido e informar con anticipación a los caminantes el llevar hidratación en el recorrido en caso de que esta falte o sea escasa en el recorrido.
2. Un atleta de Caminata puede llevar consigo hidratación personal y puede aportar sus propios puntos de hidratación, que le serán entregados en los puntos correspondientes por personal de la organización o personas autorizadas por el Comité Organizador y Comité de Jueces.
3. En caminatas internacionales hasta dos representantes de cada país pueden situarse en el punto de hidratación, pero no pueden correr al lado del Atleta. Un atleta que tome avituallamiento indebido o en otro lugar será amonestado con una tarjeta amarilla.
4. Así como la hidratación, es muy importante la concentración, y mentalizar el camino que se recorre de esta manera, en parte se podrá permitir que la mente neutralice las necesidades del cuerpo en el recorrido, haciendo que el desempeño en la caminata sea más fluido y con menos paradas, ya que el cuerpo caliente en reposo tiende a reconocer el cansancio. Es muy importante educar la mente para ello empleando la meditación diaria antes del recorrido

##### Uniforme reglamentario
Los competidores podrán vestir prendas ligeras de su gusto, shorts, licras, franelillas, franelas, moños, siempre y cuando no atenten contra la buena moral. El Comité Organizador y los jueces no podrán descalificar a ningún atleta por no utilizar el uniforme oficial de la competencia o evento al menos que esto haya sido informado y advertido previamente por escrito al momento de detallar, guardar y sellar su inscripción.

### Clasificación
La competición se dividirá, según el sexo, en dos grupos: masculino y femenino; en las siguientes categorías por edades según fecha calendario:
- 4–5 años: Infante
- 7–8 años: PRE-Infantil A
- 9–10 años: PRE-Infantil B
- 11–12 años: Infantil A
- 13–14 años: Infantil B
- 15–16 años: Menor o PRE-Juvenil
- 17–18 años: Juvenil o Cadete
- 19–29 años: Libre
- 30–34 años: Sub Master A
- 35–39 años: Sub Master B
- 40–44 años: Master A
- 45–49 años: Master B
- 50–54 años: Master C
- 55–59 años: Master D
- 60–64 años: Master E
- 65 en adelante: Master F

Dependiendo de la Organización de la misma se podrán unir las Categorías Juvenil o Cadete con la Menor o PRE-Juvenil, las Sub-Master A con las Sub-Master B tratando de no generalizar toda la competencia de caminata teniendo en cuenta que por ejemplo un adulto de 58 años no puede competir junto con un joven de 17 años dentro de una categoría general ya que es injusto y no competitivo.

### Obligaciones del caminante
- No correr.
- No trotar.
- No utilizar marcha atlética.
- No obstaculizar el paso del otro.

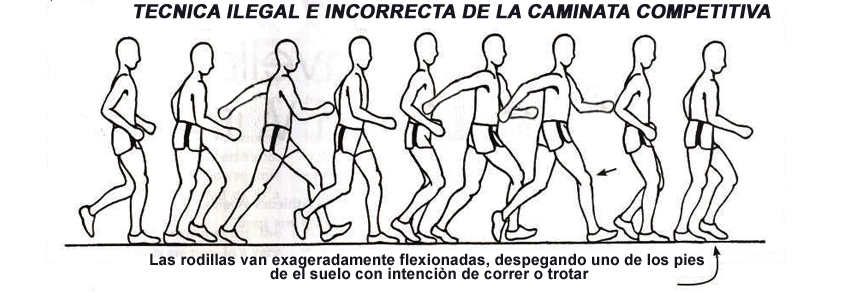
Técnica ilegal de Caminata no permitida.

- No ofender de palabra o de hecho a una autoridad, juez, árbitro, directivo, organizador, personal técnico, policía de tránsito local u otro atleta.
- Cumplir con el recorrido completo respetando las señales de tránsito y las indicaciones de los policías de tránsito locales que trabajen durante la competencia de caminata.
- Cumplir con los reglamentos e indicaciones del Comité Organizador y jueces y árbitros de la competencia.
- Respetar la decisión del juez o árbitro después de haber cometido una falta o infracción.
- Un atleta deberá retirarse si así se lo indica el personal médico oficial y si este se recupera podrá ingresar de nuevo a la caminata un máximo de dos veces, al tercer retiro no se le permitirá un tercer reingreso. Un examen médico realizado a un atleta por personal médico autorizado no será considerado asistencia.
- La regla fundamental de la Caminata Competitiva exige el contacto permanente con el suelo, solo se permitirá la flexión de la rodilla en la fase de arrastre y en la fase de empuje siempre y cuando esta no sea exagerada mayor en una apertura no menor de 165.º, con caídas de pies en línea paralela y no en línea recta, sin que el caminante diese la impresión de ir corriendo o trotando.

### Infracciones

#### Correr
Si un caminante corre levantando los pies del piso en sucesión de pasos salteados 

#### Trotar
Si el caminante trota brincando en pasos salteados con exagerada flexión de rodillas con ángulos de 150.º

#### Marchar
Cuando un caminante lleva los brazos muy arriba con los codos flexionados y los puños nunca bajan y se mantienen las caderas en constante balanceo superior a una apertura de 70° de oscilación. 

### Faltas
Un juez o árbitro sea el principal o el de ruta está autorizado en todo momento a descalificar o amonestar a un atleta por cometer una o varias infracciones o faltas y esta en su deber y obligación ya que si no lo hace este está incurriendo en una falta contra el Comité Organizador y no es ético ya que viola los derechos de los demás atletas que vienen aplicando una buena técnica de caminar limpia y legalmente. Los demás Atletas Caminantes están en su pleno derecho de exigirle a un juez o árbitro de Caminata que haga cumplir las leyes, deberes y reglamento de la Caminata Competitiva en caso de que dicho Juez ignore y se abstenga de amonestar o descalificar a algún Atleta Caminante que venga incurriendo en una falta evidente.

#### Golpes
Si un atleta golpea a otro intencionalmente y se le llama la atención por más de tres veces por parte de un juez o árbitro es motivo de una tarjeta amarilla o amonestación y depende de la gravedad del caso esto es considerado Conducta Antideportiva y puede ser motivo de considerar una tarjeta roja.

#### Obstaculización de paso
El Atleta que obstaculice el paso a otro competidor por más de tres veces en que se le haya llamado a atención por parte de un juez o árbitro es motivo de una tarjeta amarilla o amonestación solo si pasa de tres llamados.

#### Incumplir con el recorrido
En caso de que un atleta caminante incumpla con el recorrido intencionalmente o, en su defecto, que este no acate o se equivoque de ruta, será su responsabilidad y podría ser descalificado por el Comité Organizador y Juez Principal, salvo que el Comité Organizador o de jueces de ruta indiquen una ruta contraria o diferente por error al caminante; en este caso será responsabilidad de los árbitros, personal técnico y organizador y no se deberá de descalificar al camínate por ello.

#### General
En el sitio de la salida es importante separar a los atletas de caminatas elites de los atletas promedios ya que suelen ocurrir accidentes al momento de dar la partida.
Es necesario dejar un margen no mayor de 350 m después del punto de partida dando una salida en falso continua libre de amonestaciones y solo empezar a amonestar después de la línea de los 350 m .

#### Caso de carrera pedestre y caminata simultáneas
Primero saldrá la Carrera Pedestre 10 minutos antes de la partida de la Caminata Competitiva. 
Los competidores tendrán números de identificación de diferentes tipos y/o colores diferentes a los números de identificación de los corredores para fácil identificación de los jueces de ruta y personal técnico y así poder diferenciar a los corredores de los caminantes, evitar que los caminantes se entremezclen con los corredores y puedan correr con ellos entre la multitud sin ser sancionados y que los jueces puedan poder chequear bien y hacer un trabajo eficiente.

### Penalizaciones
- Cada juez estará habilitado para sancionar, amonestar y descalificar con una tarjeta amarilla al atleta caminante que marche, trote o corra, como una advertencia.
- Cada tarjeta amarilla, se le sumara 15 segundos de penalización sobre el tiempo de cronometraje de competencia a causa de correr.
- Cada tarjeta amarilla, se le sumara 10 s de penalización sobre el tiempo de cronometraje de competencia a causa de trote.
- Cada tarjeta amarilla, se le sumara 5 s de penalización sobre el tiempo de cronometraje de competencia a causa de marcha atlética.
- Después de la tercera tarjeta amarilla en carrera, trote y/o marcha ya no tendrá sumatorias de tiempos por penalización sino que le será amonestado con la suspensión de la competencia descalificándolo con una tarjeta roja.
- Al atleta amonestado se le sumaran los segundos de penalización de cada falta salvo que no haya recibido una tarjeta roja de descalificación lo que hará que se comparara con los resultados finales y podrá bajar de posición de llegada en comparación con el tiempo del atleta que haya llegado detrás de este ya que se clasificarán por los mejores tiempos de llegada tomados todos desde el momento de la partida de la competencia de caminata.
- En caso de empate de tiempo de cronometraje de llegada con el atleta que ha llegado detrás del atleta infractor a causa de sumatorias de segundos por infracción de tarjetas amarillas; este mantendría su posición de llegada.
- Los jueces tendrán obligación de informar instantáneamente al atleta infractor de la falta cometida y hacérselo saber dentro de los 3 minutos después de haber cometido la falta o infracción.
- Los jueces deberá anotar en su respectiva tarjeta amarilla el número de competidor más el tiempo de penalización 15 s por correr, 10 s por trotar, 5 s por marchar después de haber informado a este la dicha falta cometida y el porqué.
- Para que el árbitro o Juez Principal descalifique a un atleta deberán coincidir la opinión de tres jueces en amonestaciones de Tarjetas Amarillas.

### Clasificación de llegada

#### Caso de no poseer sistema chip
- 13.1.1 Tarjetas de Información de Llegada

Anexo al número del atleta competidor poseerá una tarjeta con el número de identificación, categoría y nombre, cuya tarjeta será arrancada por el anotador de llegada en el embudo de llegada y este será colocado en un punzón de llegada manual de manera de ahorrar tiempo al momento de anotar y evitar confusiones.
Al final del embudo de llegada estará otra persona miembro del personal técnico entregando tarjetas enumeradas con la posición de llegada general y cuya tarjeta informativa servirá de evidencia al momento de hacer algún reclamo o apelación al Juez Principal y facilitarle el trabajo en caso de alguna confusión o error técnico al momento de entregar los resultados preliminares no oficiales.
A la hora de contar las tarjetas de llegada, filtrar y re-distribuir las posiciones de llegadas por categorías es necesario una persona encargada de cada categoría que vaya anotando los resultados que vaya sacando y dictando el anotador de llegada principal que posee el punzón de tarjetas de llegada con la información de la categoría y números de identificación de competidor.
El anotador de llegada principal irá sacando uno por uno contando desde el primer competidor absoluto hasta el último, anunciando en voz alta el número y categoría a los demás anotadores de las demás categorías para ir ordenando a cada competidor de llegada general en llegada por categorías, tanto en masculino como en femenino.
Una vez terminado el proceso de anotación de reordenamiento y filtración de atletas de llegada por categoría se procede a solicitarle al Juez Principal los resultados de los atletas amonestados y descalificados previamente aclarados las descalificaciones y los tiempos de segundos de sumatorias por amonestación con los atletas infractores.